# Franz Schuh (medico)
Franz Schuh (Scheibbs, 17 ottobre 1804 – Vienna, 22 dicembre 1865) è stato un chirurgo e patologo austriaco.
Nel 1831 ottenne il dottorato in medicina a Vienna, in seguito servì come assistente di Joseph Wattmann (1789-1866). Nel 1836 lavorò come professore al Liceo di Salisburgo, tornando a Vienna l'anno seguente come primario chirurgo presso l'ospedale generale. Nel 1841 divenne professore associato a Vienna, dove nel 1842 fu nominato capo della seconda clinica chirurgica.
A Vienna, fu un collega del medico Joseph Škoda (1805-1881) e istruttore del dermapatologo austriaco americano Carl Heitzmann (1836-1896). Morì nel dicembre del 1865 da una febbre maligna e da un'intossicazione del sangue, probabilmente a causa di un'infezione settica.
È ricordato per la sua ricerca fisiopatologica e le sue ricerche su nuovi metodi chirurgici. Nel 1840 è accreditato per aver eseguito la prima pericardiocentesi di successo (aspirazione pericardiaca) e nel gennaio 1847 fu il primo medico austriaco ad usare l'etere come anestetico su un paziente umano.

## Opere principali
- Pathologie und Therapie der Pseudoplasmen, 1854
- Abhandlungen auf dem Gebiet der Chirurgie und Operationslehre, 1867.